# ヤユヨ
ヤユヨは、日本のガールズロックバンド。

## メンバー

### 最終メンバー
- リコ（ボーカル、ギター）
- ぺっぺ（ギター、コーラス）
- はな（ベース、コーラス）

2024年7月活動休止。同年9月末の公演で復帰。

### 元メンバー
- すーちゃん（ドラムス）
  - サポートメンバーとして活動後、2021年4月に正式加入[3]。2023年8月脱退[4]。

## 略歴
2019年1月、高校の軽音楽部の友人同士で結成。同年12月に公開した「さよなら前夜」のMVが120万再生を突破し注目を浴びる。
2020年8月5日、初の全国流通盤の1stミニアルバム「ヤユヨ」をタワーレコード限定でリリース。
2021年3月、初の東名阪ワンマンツアー「ヤユヨ初めましてのワンマンツアー2021 ～eggman40周年と共に～」を開催。同年4月、サポートメンバーであったすーちゃんが正式加入し、4人体制になる。同年6月、2ndミニアルバム「THE ORDINARY LIFE」をリリース。
2022年3月、初のフルアルバム「日日爛漫」をリリース。
2023年3月、3rdミニアルバム「SPIRAL」をリリース。同年5月26日から全国ツアー「青い愛とぐるぐるワンマンツアー2023」を開催。同年8月4日、すーちゃんが自主企画ライブ「やゆヨ！vol.3～こっち向いて！プカプカサマー～」をもって脱退。同年9月から11月まで3人体制として全国ツアー「赤い愛でスタンドバイユー！ツアー」を開催。
2024年12月、解散を発表。結成日の1月19日に開催を予定していた特別ライブに代わる形で2025年1月31日にshibuya eggmanで開催された「ヤユヨのラストライブ」をもって解散した。

## タイアップ一覧
| 使用年 | 曲名             | タイアップ                                                               |
| ------ | ---------------- | ------------------------------------------------------------------------ |
| 2020年 | いい日になりそう | ジョンソンボディケア「リフレッシュジェル」Web CMソング                   |
| 2020年 | 今度会ったら     | テレビ東京系『モヤモヤさまぁ～ず2』7月〜9月度エンディングテーマ          |
| 2020年 | 春の街で         | カンコー学生服「カンコー委員会４期生」オーディションPR映像タイアップ楽曲 |
| 2021年 | おとぎばなし     | TBS系『王様のブランチ』6月度エンディングテーマ                           |
| 2022年 | futtou!!!!       | チャンネルNECOオリジナルドラマ『タベホの女〜女3世代満腹日記〜』主題歌    |
| 2023年 | 愛をつかまえて   | テレビ東京系水ドラ25『とりあえずカンパイしませんか?』オープニングテーマ  |
| 2023年 | アイラブ         | テレビ東京系水ドラ25『とりあえずカンパイしませんか?』エンディングテーマ  |
| 2023年 | YOUTH OF EDGE    | 「第11回 全国高等学校ダンス部選手権」応援ソング                          |
| 2023年 | Stand By Me      | PRIMO創立70周年記念CMソング                                              |
| 2024年 | チョコミンツ     | テレビ朝日『週刊ダウ通信』2月度エンディングテーマ                        |
| 2024年 | Anthem           | 富山テレビ『bbt music selection』4月番組エンディングナンバー             |
| 2024年 | ふたり曜日       | ABCテレビ・テレビ朝日系ドラマL『シュガードッグライフ』エンディングテーマ |
| 2024年 | エス・オー・エス | テレビ朝日『ダウ★ツーマン』8月度エンディングテーマ                       |